# Oxyligyrus spitzi
Oxyligyrus spitzi är en skalbaggsart som beskrevs av S. Endrödi 1972. Oxyligyrus spitzi ingår i släktet Oxyligyrus och familjen Dynastidae. Inga underarter finns listade i Catalogue of Life.